# George Bernard Shaw

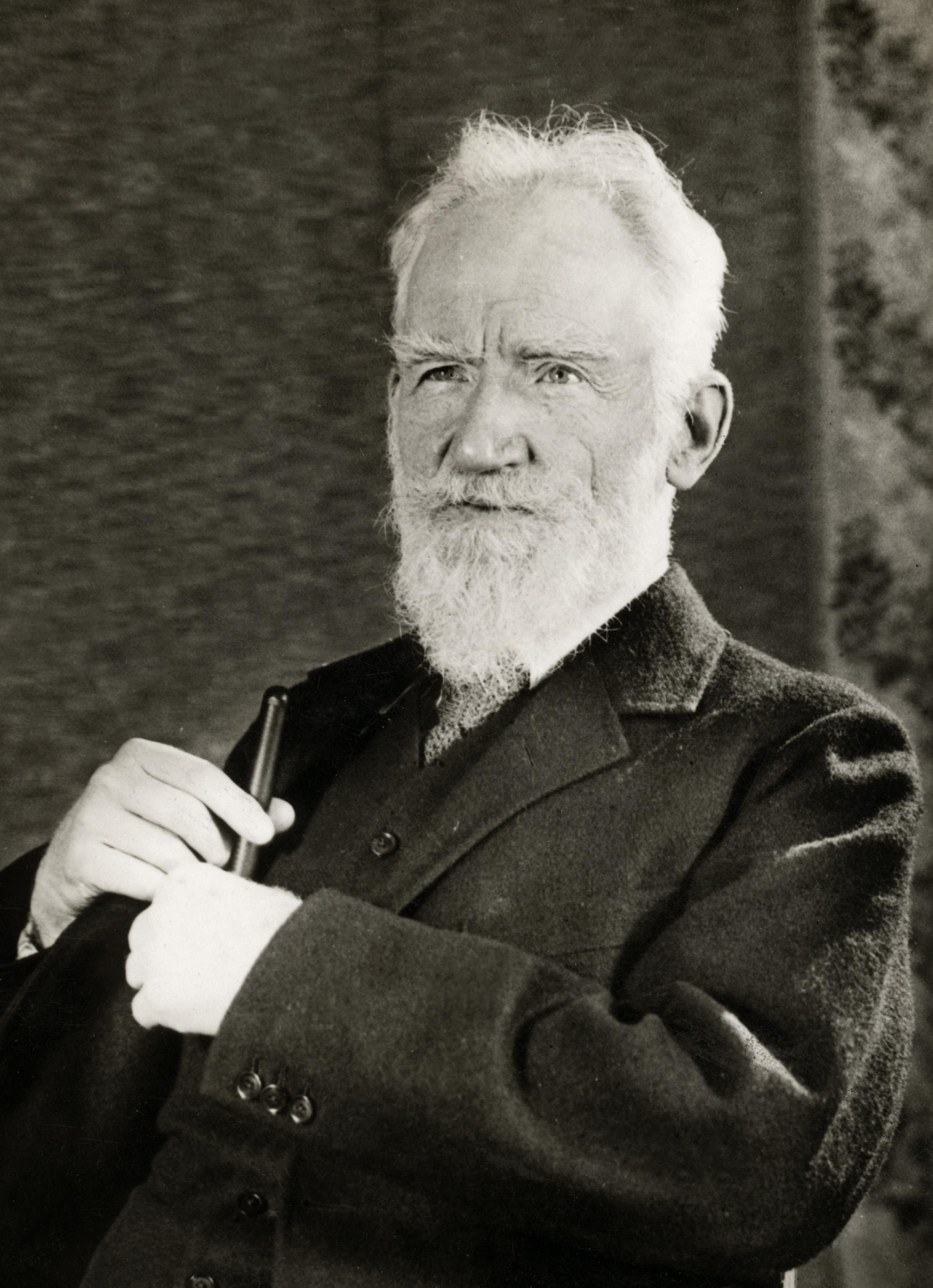
G. Bernard Shaw, 1936

George Bernard Shaw, meist auf eigenen Wunsch nur Bernard Shaw genannt (* 26. Juli 1856 in Dublin, Irland; † 2. November 1950 in Ayot Saint Lawrence, England), war ein irischer Dramatiker, Politiker, Satiriker, Musikkritiker und Pazifist, der 1925 den Nobelpreis für Literatur und 1939 den Oscar für das beste adaptierte Drehbuch erhielt (Pygmalion).

## Leben

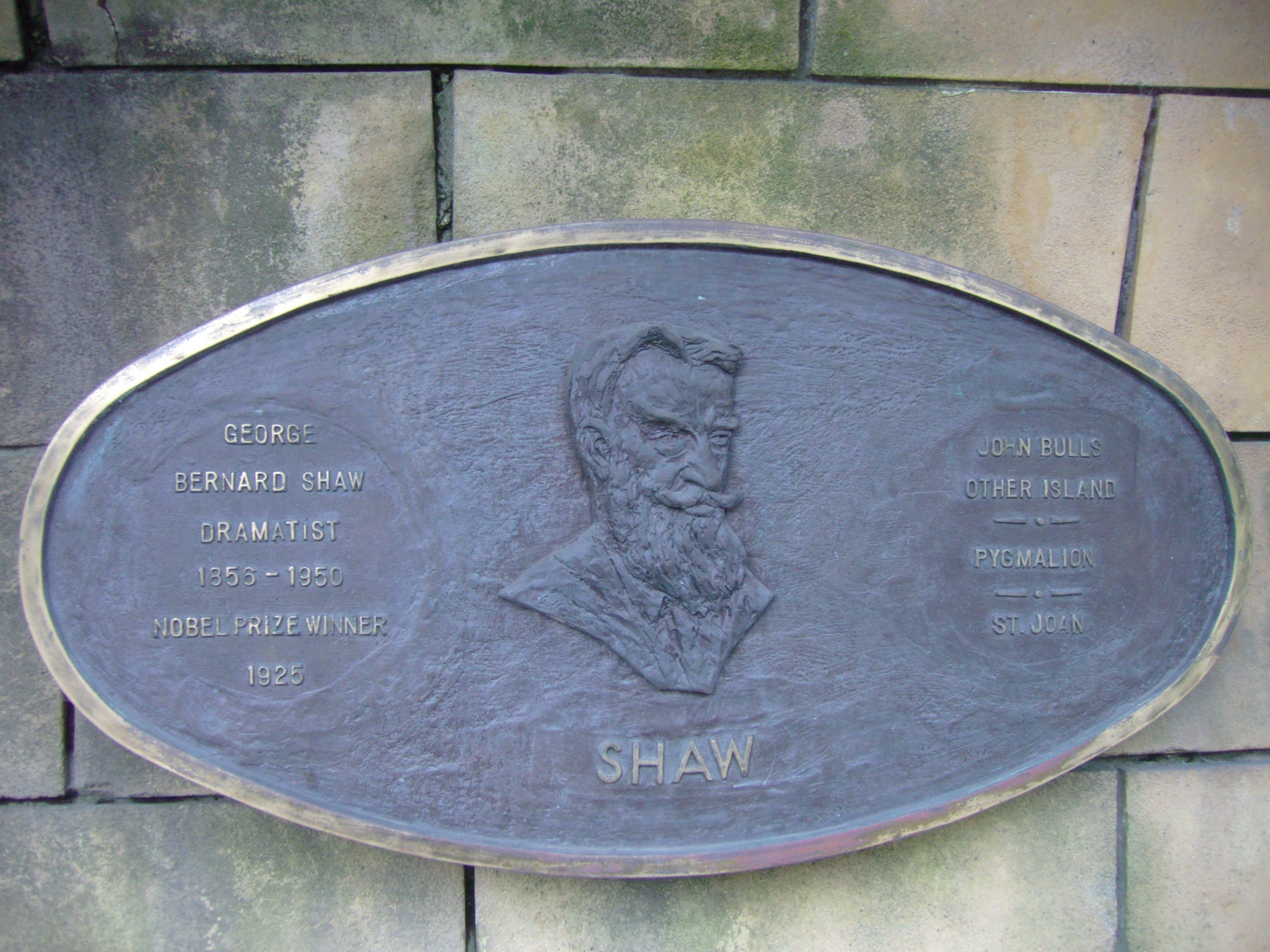
George Bernard Shaw auf einer Gedenktafel im Saint Patrick’s Park, Dublin

Shaw entstammte einer in Dublin ansässigen Familie schottisch-protestantischer Herkunft und wuchs dort in problematischen Familienverhältnissen auf. Sein Vater George Carr Shaw war ein erfolgloser Getreidehändler, der ein Alkoholproblem hatte. Seine Mutter Lucinda Elizabeth Shaw, geb. Gurly, war eine Sängerin, die sich kurz vor G. Bernard Shaws sechzehntem Geburtstag von ihrem Ehemann trennte und zusammen mit ihren beiden Töchtern und ihrem Gesangslehrer nach London zog. Shaw blieb zunächst bei seinem Vater. Er litt vor allem in seiner Jugend an einer starken Sozialphobie.
Shaw arbeitete zuerst als kaufmännischer Angestellter, zog aber bald nach London, um als Musik- und Theaterkritiker Fuß zu fassen. Um seine Prosa zu entwickeln, schrieb er zwischen 1879 und 1883 fünf Romane, die von verschiedenen Verlagen zurückgewiesen wurden. Schließlich feierte er seine ersten Erfolge als Musikkritiker bei der Zeitung Star, für die er meisterhaft ironische Kommentare schrieb. Die Kompositionen von Ethel Smyth beispielsweise besprach er unter dem Pseudonym „Corno di Basseto“ (Bassetthorn). Shaw war einer der ersten Musikkritiker, die sich weigerten, dem Geschlecht des Komponisten irgendeine Bedeutung in der Beurteilung des Werkes beizumessen. 1923 fragte er die inzwischen geadelte Ethel Smyth in einem Brief, wie männlich das Werk von Händel und wie feminin die Arbeiten von Mendelssohn und Arthur Sullivan eigentlich seien.

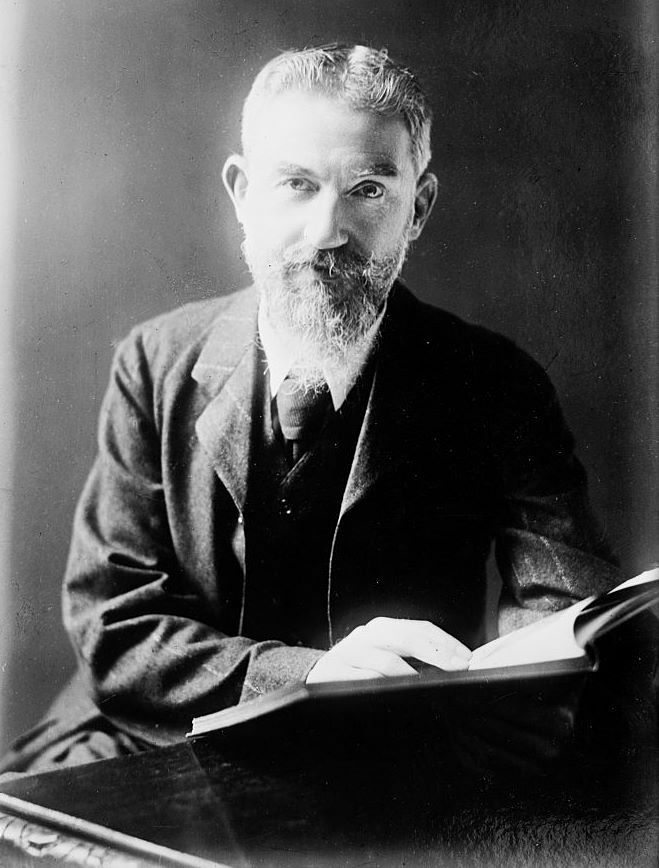
George Bernard Shaw im Jahr 1911

Nach der Lektüre der Werke von Percy Bysshe Shelley wurde er im Jahr 1881 Vegetarier: „Es war Shelley, der mir als erster die Augen öffnete, wie barbarisch meine Ernährung war“, sagte Shaw 1901 in einem Interview. Der Vegetarismus spielte fortan eine wichtige Rolle für ihn; er verstand ihn durchaus als politische Angelegenheit und sprach in diesem Zusammenhang von Solidarität, davon, „den Bereich des Zusammengehörigkeitsgefühls zu erweitern“. 1882 las er Das Kapital von Karl Marx in der französischen Übersetzung (eine Übertragung ins Englische gab es noch nicht). „Das wurde zum Wendepunkt meiner Laufbahn. Marx bedeutete eine Offenbarung“, berichtete er später. 1884 trat er der intellektuell-sozialistischen Fabian Society (Gesellschaft der Fabianer) bei, bei der es personelle Überschneidungen zur vegetarischen National Food Reform Society gab. In der Fabian Society, die gesellschaftliche Veränderungen nicht revolutionär, sondern auf evolutionärem Weg anstrebte, spielte er bald eine führende Rolle. Dort konnte er seine politischen Ideen als Vortragsredner verbreiten. Im Umkreis dieser Gesellschaft lernte Shaw auch seine spätere Ehefrau Charlotte Payne-Townshend kennen, die er 1898 heiratete. Shaw gilt auch als Mitbegründer der London School of Economics and Political Science (LSE), in der auch heute noch die Shaw Library an ihn erinnert.
1895 wurde Shaw Theaterkritiker bei der Saturday Review. Dieser Schritt leitete seinen künftigen Weg als Dramatiker ein. 1898 erschien sein erstes erfolgreiches Stück, Candida. Mehrere Komödien schlossen sich an, wie Der Teufelsschüler (1897), Arms and the Man (Helden) (1898), Frau Warrens Gewerbe (1898), Kapitän Brassbounds Bekehrung (1900), Man and Superman (Mensch und Übermensch) (1902), Cäsar and Cleopatra (1901), Major Barbara (1905) und Androklus und der Löwe (1912). Das 1913 erschienene Pygmalion wurde später die Grundlage zum Musical und Film My Fair Lady. Für Shaw repräsentierte der Erste Weltkrieg die letzten verzweifelten Atemzüge der Reiche des 19. Jahrhunderts. Nach dem Ersten Weltkrieg schrieb er ernstere Dramen wie Haus Herzenstod (1919) und Die heilige Johanna (1923). 
Shaw war bis ins hohe Alter von 90 Jahren als Autor tätig. In der letzten Schaffensperiode (1930–1949) schenkte er politischen Problemen immer mehr Aufmerksamkeit und ließ dabei phantastische und satirische Elemente verschmelzen.
In den letzten Jahren seines Lebens war er sehr gerne in seinem Haus und Garten Shaw’s Corner, um zu verweilen und den Garten zu pflegen. Er starb im Alter von 94 Jahren an Nierenversagen, ausgelöst durch Verletzungen, die er sich beim Sturz beim Zurückschneiden eines Baumes in seinem Garten zuzog. Am 6. November 1950 wurde er am Golders Green Crematorium in London eingeäschert. Seine Asche, gemischt mit der von Charlotte, wurde über die Fußwege und um die Statue der Heiligen Saint Joan, über die er auch 1923 ein Drama geschrieben hatte, im Garten verstreut.

## Shaw als Schriftsteller
Als Vertreter des intellektuellen Theaters schuf Shaw einen neuen Dramentypus – das Diskussionsdrama, dessen Helden als Träger bestimmter Ideologien aufeinandertreffen. Das Hauptinteresse Shaws gilt nicht der Handlung, sondern dem Kampf der Meinungen, den Diskussionen über philosophische, moralische, politische Probleme, die seine Helden führen. Shaw greift oft zu satirischer Überspitzung und Groteske, seine Helden sind nicht selten exzentrisch. 1925 erhielt Shaw den Nobelpreis „für sein sowohl von Idealismus als auch von Humanität getragenes Schaffen, in dem sich frische Satire oft mit einer eigenartigen poetischen Schönheit vereint“.
Eine Besonderheit von Shaws Publikationen sind die langen Vorworte. In diesen stellt er die in den Theaterstücken behandelten Themen und Probleme ausführlich dar, sodass die Vorworte mitunter länger sind als die Stücke selbst. Daraufhin kursierten in der Fangemeinde Gerüchte, wonach Shaw erklärt haben soll: „I write my forewords for the intellectuals and my plays for the dummies.“ („Ich schreibe meine Vorworte für die Intellektuellen und meine Stücke für die Dummköpfe.“)
Ebenso prägend für das dramatische Schaffen Shaws ist seine Destruktion der konventionellen Dramenformen wie well-made play, Melodrama, Farce oder Geschichtsdrama. Er verwendet Zitate aus diesen Dramengattungen und nutzt sie für das Erzeugen einer Vorlust, um im Anschluss durch Inversionen und Desillusionierungen dem Zuschauer deren Realitätsmangel aufzuzeigen. So entstand etwa Shaws erstes Drama Widowers’s Houses (1892) nach einem von William Archer ganz im Stil des well-made play gestalteten Szenario. Shaw indes verbraucht die Fabel mit dem zweiten Akt und lässt im dritten Akt eine Diskussion und Analyse der gesellschaftlichen Zusammenhänge und Ursachen der dargestellten Geschehnisse folgen. Diesem Vorgehen bleibt Shaw in seinem umfangreichen dramatischen Gesamtwerk treu: Die idealistisch verbrämten Motive und Illusionen der Figuren und Akteure werden mit der Wirklichkeit konfrontiert und damit als solche bewusst gemacht. Das Realitätsverständnis Shaws wandelt sich in den 1890er-Jahren allerdings von einem soziologisch fundierten Realitätsbegriff zu einem biologisch-religiösen nach der Jahrhundertwende. Seine Dramen verändern sich damit von realistisch orientierten Stücken zu utopisch-visionären: So steht Widowers’s Houses und Mrs Warren’s Profession (verfasst 1893) die Parabel Back to Methuselah (1922) gegenüber.
Form und Stil bilden in der Dramenkonzeption Shaws keine eigenständigen Bedeutungsträger mehr, sondern werden dem Zweck der Realitätsanalyse und Überzeugung des Zuschauers unterstellt. Gegen konventionelle Anschauungen setzt Shaw dabei in rhetorisch treffsicherer und zugleich witziger Form seine eigenen umfassenden biologischen und sozialpolitischen Kenntnisse, auf deren Überzeugungskraft er vertraut. In dieser Hinsicht begründet er mit Bertolt Brecht eine aufklärerische, lehrhafte Form des modernen Theaters, die durch Kritik von Vorurteilen und Neukonstruktionen der Realität eine sich im Wandel befindliche Welt in die „richtige“ Richtung zu lenken beabsichtigt. Eine bloß dokumentarische oder fotografische Abbildung der gesellschaftlichen Verhältnisse würde weder einer solchen Intention noch den zunehmend komplexer gewordenen gesellschaftlichen Verhältnissen gerecht. Um die Probleme in der Beziehung zwischen Mensch und Umwelt, zu der auch die von Menschen geschaffenen sozialen und kulturellen Strukturen gehören, aufzudecken, nutzt Shaw vor allem die Parabel oder das Gleichnis.
Diese Konstruktion soll die Wahrheit enthüllen, die sich hinter der gesellschaftlichen und sprachlich-rhetorischen Oberfläche verbirgt. Mit Hilfe von Ideendiskussionen, Montagen und provokativen allegorischen Umdeutungen versucht Shaw tradierte Mythen wie etwa Himmel, Hölle, Paradies oder Sündenfall und überlieferte literarische Motive wie etwa die heilige Johanna oder Don Juan aufzulösen, um so einen Erkenntnisschock beim Zuschauer hervorzurufen. In Back to Methuselah ist der Sündenfall Adams und Evas beispielsweise keineswegs ein Unglück. Vielmehr eröffnet die Entstehung der Sexualität, der Fortpflanzung und des Todes ein Spektrum von Möglichkeiten, der unerträglichen Langeweile der Ewigkeit zu entkommen, ohne den Fortbestand der Gattung Mensch zu gefährden.
Shaws Briefwechsel mit Stella Patrick Campbell wurde ebenfalls als Drama von Jerome Kilty unter dem Titel Dear Liar: A Comedy of Letters auf die Bühne gebracht. Seine Briefe an die berühmte Schauspielerin Ellen Terry sind ebenfalls veröffentlicht und als Theaterstück adaptiert worden. Auch seine Briefe an H. G. Wells und an Gene Tunney sind veröffentlicht. Sein enger Freund und antagonistischer Diskussionspartner war Gilbert K. Chesterton, dessen katholisch geprägte Kapitalismuskritik er ebenso schätzte wie seinen scharfen Witz und der 1909 auch eine Biographie über ihn veröffentlichte.
Aufgrund seines Ärgers über die englische Orthographie spendete er einen Teil seines Vermögens für die Schaffung eines neuen englischen phonetischen Alphabets, das im Zuge eines Wettbewerbs von Ronald Kingsley Read entworfen wurde und nach dem Initiator Shavian alphabet („Shaw-Alphabet“) genannt wird. Zu Lebzeiten gönnte sich Shaw als einzigen Ausdruck seines beträchtlichen Vermögens einen Rolls-Royce.
Schon vor seinem Tod war Shaws Name weit über die Britischen Inseln hinaus bekannt. Shaw war bis 2016, als Bob Dylan ebenfalls der Literaturnobelpreis zuerkannt wurde, der einzige Nobelpreisträger, der auch einen Oscar erhielt. Er erhielt den Oscar 1939 für das beste Drehbuch für die Verfilmung von Pygmalion unter dem Titel Pygmalion: Der Roman eines Blumenmädchens. Seit 1943 war er Ehrenmitglied der American Academy of Arts and Letters.

## Politik
Shaw nahm sein Leben lang aktiv am politischen Geschehen teil. Ab 1897 war er jahrelang Ratsmitglied im Bezirk St. Pancras in London. Er gehört zu den Urhebern des Gründungsprogrammes der britischen Labour Party von 1900. Am Beginn des Ersten Weltkriegs veröffentlichte er 1914 einen großen Artikel, in dem er das Vereinigte Königreich und Deutschland zu Verhandlungen aufrief und blinden Patriotismus kritisierte. Er blieb während des Ersten Weltkriegs und danach ein entschiedener Kriegsgegner.
1931 traf er in London mit Mahatma Gandhi zusammen, der sich zu Verhandlungen mit der britischen Regierung dort aufhielt. Im März 1933 reiste er nach Japan und äußerte sich dort in einem Gespräch mit dem japanischen Heeresminister Sadao Araki sehr kritisch über die japanische Hegemoniepolitik in China (→Zweiter Chinesisch-Japanischer Krieg):

“The European war was imperialistic, yet it led to the disappearance of three empires. Have you in Japan ever thought that in your imperialistic aims you may end as a republic, and that is not at all what your rulers want? […] If you had been born in Russia, you would have become a politician greater than Stalin […] I would like to stay here talking to you until the Chinese land on the Japanese mainland.”

„Der Europäische Krieg war imperialistisch, doch führte er zum Verschwinden dreier Kaiserreiche. Haben Sie in Japan jemals daran gedacht, dass Sie durch ihre imperialistischen Ziele vielleicht als Republik enden könnten, was nicht unbedingt das ist, was Ihre Herrscher bezwecken? […] Wenn Sie in Russland geboren wären, wären Sie ein größerer Politiker als Stalin geworden. […] Ich würde mit Ihnen gerne noch weiter hier plaudern, bis die Chinesen auf dem japanischen Kernland landen.“

In den 1930er-Jahren reiste Shaw auch in die Sowjetunion. Seine Werke wurden dort mit Hilfe Artemi Chalatows verlegt. Er verteidigte in dem Vorwort zu dem Stück On the Rocks (1933) die Zwangskollektivierung in der Sowjetunion. Auf dem Höhepunkt der Weltwirtschaftskrise im Jahr 1931 rief er in einer US-amerikanischen Radiosendung jeden fähigen Arbeiter dazu auf, in die UdSSR zu reisen. Shaw verteidigte die Säuberungen unter Stalin und erklärte:

“We cannot afford to give ourselves moral airs when our most enterprising neighbor [that is, the USSR] humanely and judiciously liquidates a handful of exploiters and speculators to make the world safe for honest men.”

„Wir können es uns nicht leisten, hochmoralisch aufzutreten, wenn unser kühner Nachbar [die Sowjetunion, Anm.] auf humane und gerechte Weise eine Handvoll Ausbeuter und Spekulanten liquidiert, um die Welt für die Anständigen zu schützen.“

### Sympathien gegenüber Diktatoren
Shaw war nicht nur zeit seines Lebens ein Bewunderer Stalins, sondern pries in den 1920er- und frühen 1930er-Jahren auch mehrere faschistische Politiker. Er lobte sie als Politiker, die Dinge erledigten („get things done“) und als starke Persönlichkeiten. Er hatte zu dieser Zeit wenig Vertrauen in die parlamentarische Demokratie.
Er sah nach der Oktoberrevolution die Sowjetunion bereits auf dem Weg zu einem von ihm herbeigewünschten Staatswesen. Da er dies für England so nicht sah, unterstützte er zeitweise den Faschismus als „nächstbeste Alternative zum Kommunismus.“ So bewunderte er Oswald Mosley, den Führer der British Union of Fascists, den er im November 1932 „einen der wenigen Personen, die über die wahren Dinge schreiben und denken und nicht über Einbildung und Phrasen“ und den er eine „eindrucksvolle Persönlichkeit“ nannte. Allerdings verurteilte er dessen Antisemitismus und verlor später das Interesse an ihm.
Die englische Zeitung London Daily News veröffentlichte 1927 einen Brief von ihm: „Bernard Shaw on Mussolini: A Defence“. Er sah in dessen Korporativstaat progressive Züge.
Bei Hitler verurteilte er dessen Antisemitismus scharf, lobte aber die Anstrengungen, sich von den Bedingungen des Versailler Friedensvertrags (den er von Beginn an missbilligt hatte) zu lösen. Auch lobte er die von ihm so gesehenen wirtschaftlichen Reformen. So schrieb er noch 1935 „die Nazi-Bewegung ist in vielen Beziehungen eine Bewegung, die meine wärmste Sympathie hat.“
Andererseits nannte er sie nach 1933 auch schon eine „geistig bankrotte Partei“. Im Zweiten Weltkrieg unterstützte er dann die Alliierten vorbehaltlos und sagte 1941 einem amerikanischen Reporter, dass ein „Verrückter (noch) frei sei, der gefangen und unschädlich gemacht werden müsse.“

### Eugenik
Shaw war ein Anhänger der Eugenik und befürwortete staatliche und erzieherische Maßnahmen bei der Reproduktion, um die Erbanlagen zu verbessern.

## Werke

### Theaterstücke
- Die Häuser des Herrn Sartorius oder Die Häuser meines Vaters (Original: Widowers’ Houses), Komödie (1892)
- Der Liebhaber (Original: The Philanderer), Urfassung: Der Herzensbrecher, Komödie (1893)
- Helden (Original: Arms and the Man), Komödie (1894)
- Frau Warrens Gewerbe (Original: Mrs Warren’s Profession), Drama (1894)
- Candida, Mysterium (1895)
- Der Mann des Schicksals (Original: The Man of Destiny), Komödie (1896)
- Der Teufelsschüler (Original: The Devil’s Disciple), Melodram (1897)
- Man kann nie wissen (Original: You Never Can Tell), Komödie (1898)
- Cäsar und Cleopatra, Komödie (1898)
- Kapitän Brassbounds Bekehrung (Original: Captain Brassbound’s Conversion), Komödie (1900)
- Der Boxkampf (Original: The Admirable Bashville), Komödie (1901)
- Mensch und Übermensch (Original: Man and Superman), Komödie (1902)
- John Bulls andere Insel (Original: John Bull’s Other Island), Komödie (1904)
- Wie er ihren Mann belog (Original: How He Lied to Her Husband), Drama (1904)
- Major Barbara, Komödie (1905)
- Der Arzt am Scheideweg oder Des Doktors Dilemma (Original: The Doctor’s Dilemma), Komödie in fünf Akten (1906, uraufgeführt in London am 14. Juli 1906, in Berlin am 20. November 1908[17])
- Heiraten (Original: Getting Married), Komödie (1908)
- Blanco Posnets Erweckung (Original: The Shewing-Up of Blanco Posnet), Drama (1909)
- Mesallianz oder Falsch verbunden (Original: Misalliance), Komödie (1910)
- Fannys erstes Stück (Original: Fanny’s First Play), Komödie (1911)
- Androklus und der Löwe (Original: Androcles and the Lion), Komödie (1912)
- Pygmalion, Komödie (1913)
- O'Flaherty V.C., Komödie (1915)
- Haus Herzenstod (Original: Heartbreak House), Komödie (1919)
- Zurück zu Methusalem (Original: Back to Methuselah), Parabel (1921)
- Die heilige Johanna (Original: Saint Joan), Dramatische Chronik (1923)
- Der Kaiser von Amerika (Original: The Apple Cart), Komödie (1929)
- Zu wahr um schön zu sein (Original: Too True to Be Good), Komödie (1931)
- Ländliche Werbung (Original: Village Wooing), Komödie (1933)
- Festgefahren (Original: On the Rocks), Komödie (1933)
- Die Insel der Überraschungen (Original: The Simpleton of the Unexpected Isles), Spiel (1934)
- Die Millionärin (Original: The Millionairess), Komödie (1935)
- Zu viel Geld (Original: Buoyant Billions), Komödie (1936, 1946–1948)
- Genf (Original: Geneva), Drama (1938)
- Die goldenen Tage des guten König Karl (Original: In Good King Charles’ Golden Days), Drama (1939)

### Verfilmungen
- 1939: Der Roman eines Blumenmädchens (Pygmalion)
- 1940: Major Barbara
- 1945: Caesar und Cleopatra (Caesar and Cleopatra)
- 1952: Androkles und der Löwe (Androcles and the Lion)
- 1964: My Fair Lady
- 1970: Caesar und Cleopatra (Theateraufzeichnung)

### Romane
- Cashel Byrons Beruf (Original: Cashel Byron’s Profession), Roman (1882)
- Der Amateursozialist (Original: An Unsocial Socialist), Roman (1883)
- Künstlerliebe (Original: Love Among the Artists), Roman
- Die törichte Heirat (Original: The Irrational Knot), Roman
- Unreif oder Junger Wein gärt (Original: Immaturity), Roman
- Der Puritaner und die Klosterfrau oder Briefe an eine Nonne, Roman (1958)

### Weiteres
- Der gesunde Menschenverstand im Krieg (Original: Common Sense About the War) (1914), in: What I Really Wrote About the War (1930)
- Die Illusionen des Sozialismus (Original: The Illusions of Socialism) (1897), dt. in: Essays (1908)
- Wegweiser für die intelligente Frau zum Sozialismus und Kapitalismus (Original: The Intelligent Woman’s Guide to Socialism and Capitalism), dt. von Siegfried Trebisch und Ernst W. Freissler, 550 S., Fischer, Berlin 1928
- Ein Wagnerbrevier (Original: The Perfect Wagnerite) (1896)
- Peace conference hints. London: Constable and Company limited 1919.
- Handbuch des Revolutionärs (Original: The Revolutionist’s Handbook) (1902)
- Ein Negermädchen sucht Gott (Original: The Adventures of the Black Girl in Her Search for God), Legende (1932); dt. von Siegfried Trebitsch u. mit 20 Holzschn. von John Farleigh. Artemis, Zürich 1948, und in der Bibliothek Suhrkamp, Band 29, Frankfurt a. M. 1962
- Die Aussichten des Christentums (Original: On the Prospects of Christianity) (1912)
- Der letzte Frühling des alten Löwen (Original: The Last Spring of the Old Lion)
- Musik in London (Original: Music in London)
- Shaw on Music, hrsg. Eric Bentley. New York: Applause Books 1995, ISBN 1-55783-149-1. Sammlung von Shaws Konzertrezensionen (1962, posthum)
- Politik für jedermann (Original: Everybody’s Political What Is What?), Essay (1944)
- Der Sozialismus und die Natur des Menschen (Original: The Road to Equality) Frankfurt a. M.: Suhrkamp 1973
- Sozialismus für Millionäre. 3 Essays, 1. Auflage. Bibliothek Suhrkamp, Band 63, Frankfurt a. M. 1979, 1982, ISBN 3-518-01631-8
- Freiheit jenseits des Gitters – Die Äbtissin Laurentia und Bernard Shaw
- Der Katechismus des Umstürzlers. Nachwort von Mensch und Übermensch, eigenständiger Text. Frankfurt a. M.: Suhrkamp 1964
- Warum für Puritaner? Vorreden. dtv, München 1966
- Vorwort für Politiker. Frankfurt a. M.: Suhrkamp 1965
- Sechzehn selbstbiographische Skizzen. Frankfurt a. M.: Suhrkamp 1964
- Do we agree? A debate between G.K. Chesterton and Bernhard Shaw with Hilaire Belloc in the chair. Palmer, London 1928